# Дийп Спейс 1
Дийп Спейс 1 е космически апарат изстрелян на 24 октомври 1998 като част от програмата на НАСА, Ново хилядолетие. Неговата основна цел е била тестването на технологии, за да се снижи цената и риска на бъдещи мисии.
Серията Дийп Спейс продължава със сондите Дийп Спейс 2, които са изстреляни през януари 1999 на Марс Полар Лендър и с намерение за сблъсък с повърхността на Марс.